# 青森県庁
青森県庁（あおもりけんちょう）は地方公共団体である青森県の行政機関（役所）である。

## 沿革
- 1871年 - 廃藩置県により弘前県、黒石県、斗南県、七戸県、八戸県、館県（旧松前藩）を設置し、同年、弘前県に統合。同年、弘前県を青森県と改称し、県庁を津軽郡青森に移転。
- 1872年 - 旧館県の爾志郡・檜山郡・津軽郡・福島郡を開拓使に移管。
- 1873年 - 旧弘前藩の藩札と金札の交換を実施。
- 1874年 - 内務省勧業課にブドウ、リンゴの苗木を申請。
- 1875年 - 県庁構内にブドウ、リンゴの苗木を植える。
- 1876年 - 二戸郡を岩手県に移管し現在の県域となる。最初の県会を開催。
- 1884年 - 県立の青森県中学校（現:青森県立弘前高等学校）を青森に開校。
- 1889年 - 市制・町村制を施行。
- 1891年 - 郡制を施行。
- 1900年 - 水産試験場、農事試験場を設置。
- 1923年 - 郡制を廃止。
- 1931年 - リンゴ試験場を開設。
- 1934年 - 県営電気局を設立。
- 1941年 - 食糧増産督励指導部を新設。
- 1942年 - 県営電気を東北配電に統合。
- 1947年 - 初の公選知事津島文治が就任。
- 1961年 - 県庁舎の落成式を挙行。
- 1977年 - 国民体育大会出席のために来県した昭和天皇が県庁に行幸[1]。
- 1985年 - 核燃料サイクル施設の六ヶ所村立地を正式調印。
- 1992年 - 三内丸山遺跡の発掘調査を開始。
- 1997年 - 第1回北東北知事サミットを十和田湖で開催。
- 1999年 - 東海村JCO臨界事故に対応し庁内に連絡会議を設置。
- 2011年 - 東北地方太平洋沖地震が発生。

## 組織
[表示]をクリックすると一覧を表示。2020年4月1日現在。なお、2006年（平成18年）4月から導入されていた地域県民局は2025年（令和7年）3月31日で廃止された。
- 知事
  - 副知事
    - 総務部
      - 財政課、秘書課、人事課、行政経営課、総務学事課、税務課、市町村課、財産管理課、工事検査課
      - 東京事務所、公文書センター

    - 企画政策部
      - 企画調整課、交通政策課、地域活力振興課、広報広聴課、情報システム課、統計分析課、世界文化遺産登録推進室、国民スポーツ大会準備室

    - 環境生活部
      - 県民生活文化課、青少年・男女共同参画課、環境政策課、環境保全課、自然保護課、
      - 消費生活センター、保健環境センター

    - 健康福祉部
      - 健康福祉政策課、がん・生活習慣病対策課、医療薬務課、保健衛生課、高齢福祉保険課、ごともみらい課、障害福祉課
      - 保健所［東地方・弘前・八戸・五所川原・上十三・むつ］、福祉事務所［東地方・中南地方・三戸地方・西北地方・下北地方・上北地方］、動物愛護センター、食肉衛生検査所［十和田（三沢支所）・田舎館］、女性相談所、子ども自立センターみらい、児童相談所［中央・弘前・八戸・五所川原・むつ・七戸］、障害者相談センター、あすなろ療育福祉センター、さわらび療育福祉センター、精神保健福祉センター

    - 商工労働部
      - 商工政策課、地域産業課、産業立地推進課、新産業創造課、労政・能力開発課
      - 県外情報センター［大阪・名古屋・福岡］、高等技術専門校［青森・弘前・八戸工科学院・むつ］、障害者職業訓練校

    - 農林水産部
      - 農林水産政策課、総合販売戦略課、食の安全・安心推進課、団体経営改善課、構造政策課、農産園芸課、りんご果樹課、畜産課、林政課、農村整備課
      - 水産局
        - 水産振興課、漁港漁場整備課

      - 病害虫防除所、営農大学校

    - 県土整備部
      - 監理課、整備企画課、道路課、河川砂防課、港湾空港課、都市計画課、建築宅地課
      - 青森空港管理事務所

    - 危機管理局
      - 防災危機管理課、消防保安課、原子力安全対策課
      - 消防学校、原子力センター

    - 観光国際戦略局
      - 観光企画課、観光交流推進課、国際経済課
      - 県立美術館

    - エネルギー総合対策局
      - エネルギー開発振興課、原子力立地対策課
      - ITER支援東京連絡事務所

  - 会計管理者
    - 出納局
      - 会計管理課、財務指導課
- 行政委員会
  - 教育委員会
    - 教育庁（事務局）
      - 教育政策課、職員福利課、学校教育課、教職員課、学校施設課、生涯教育課、スポーツ健康課、文化財保護課、高等学校教育改革推進室
      - 総合学校教育センター、図書館、少年自然の家［種差、梵珠］、総合社会教育センター、郷土館
      - 教育事務所［東青・西北・中南・上北・下北・三八］、埋蔵文化財調査センター

  - 公安委員会
    - 青森県警察本部

  - 選挙管理委員会 - 事務局
  - 人事委員会 - 事務局 - 職員課
  - 監査委員 - 事務局 - 第一課、第二課
  - 労働委員会 - 事務局 - 審査調整課
  - 収用委員会
  - 海区漁業調整委員会［西部・東部］ - 事務局
  - 内水面漁場管理委員会
- 公営企業
  - 県土整備部【再掲】
    - 整備企画課【再掲】
    - 八戸工業用水道管理事務所

  - 病院局
    - 運営部
    - 中央病院、つくしが丘病院